# Pfauen-Anemone
Die Pfauen-Anemone (Anemone pavonina) ist eine taxonomisch umstrittene Pflanzenart aus der Gattung der Windröschen (Anemone) innerhalb der Familie der Hahnenfußgewächse (Ranunculaceae). Die Art wird gelegentlich auch in Mitteleuropa als Gartenblume kultiviert.

## Merkmale
Es handelt sich um eine krautige, ausdauernde Staude mit überwinterndem, knollenförmigem Wurzelstock, sie erreicht eine Wuchshöhe von etwa 30 Zentimeter. Neben einer grundständigen Blattrosette ist ein Quirl aus drei am einfachen und ungeteilten Stängel sitzenden Laubblättern vorhanden, diese sind ungestielt. Die basalen Laubblätter sind wenig geteilt oder mit breiten Abschnitten handförmig gelappt, die Stängelblätter fast immer ungeteilt und lineal-lanzettlich geformt. Die auffällige Blütenhülle ist einfach (Perigon) ohne Kelch. Sie besteht aus sieben bis elf, meist acht oder neun breit elliptischen Blütenhüllblättern. Diese sind oberseits scharlachrot, violett oder rosa gefärbt (selten weiß), oft mit gelber Basis. Die Unterseite ist etwas heller. Die Teilfrüchte oder Früchtchen (Achänen) sind dicht wollig behaart, mit Haarlängen bis etwa 5 Millimeter. Ihr Griffel ist mindestens so lang wie der Körper.
Die Art ist sehr ähnlich zur Stern-Anemone (Anemone hortensis) und nach Ansicht vieler Taxonomen konspezifisch zu dieser Art. Wesentliches Unterscheidungsmerkmal ist die Ausbildung der Blütenhülle. Hier besitzt Anemone hortensis s. str. 12 bis 19, schmalere, Perianthblätter, bei Anemone pavonina sind es nur 7 bis 11 (sehr selten 12) etwas breitere.

## Verbreitung
Die Pfauen-Anemone wächst im Mittelmeerraum, von Südwest-Frankreich (Landes und Hügelland am Fuß der Pyrenäen) im Westen bis zur Türkei im Osten. Sie kommt auch im mediterranen Nordafrika vor. In den westlicheren Regionen, so in der Toskana ist sie vermutlich nur aus der Kultur verwildert. Sicher urwüchsig sind nur die ostmediterranen Vorkommen, auf der Balkanhalbinsel und in Kleinasien.

## Bestäuber
Eine Untersuchung in Griechenland ergab, dass die Farbmorphe mit rot gefärbten Blüten, die bevorzugt in tieferen Lagen auftritt, vor allem von Käfern der Gattung Pygopleurus (Familie Glaphyridae) besucht wird. Die roten Blüten reflektieren nur im sichtbaren Bereich, ohne UV-Anteil. Die violetten und weißen Blüten der höheren Lagen werden hingegen bevorzugt von Honigbienen besucht. Ihre Blüten weisen auch deutliche Reflexion im UV-Bereich auf.

## Verwendung im Garten
Die Pfauen-Anemone wird gelegentlich als Gartenstaude verwendet. Dabei existieren auf Varianten mit gefüllten Blüten.

## Taxonomie
Anemone pavonina gehört in die Gattung Anemone, Untergattung Anemone. Sie wird von verschiedenen Autoren entweder in der Subsektion Eriocephalus oder Anemone geführt, überwiegend in der zweiten. Nahe verwandte Arten sind Anemone hortensis und Anemone coronaria, die Kronen-Anemone. Nach den genetischen Daten bildet die Art in allen Analysen übereinstimmend eine Klade mit Anemone hortensis. Einige Autoren, so Friedrich Ehrendorfer und Kollegen beziehen sie in diese Art mit ein; dieser Auffassung folgten auch Ziman und Kollegen für den Balkan. Andere, vor allem Sara B. Hoot und Kollegen, halten, bei im Prinzip identischen Verwandtschaftsverhältnissen, den Artstatus für die Sippe aufrecht. Teilweise wird sie, als Anemone hortensis var. pavonina (Lam.) Gren. & Godr. als Varietät der Stern-Anemone aufgefasst.